# 千鈞一髮 (電影)
《千鈞一髮》（英語：Gattaca）是一部1997年上映的美國科幻片，由安德魯·尼可自編自導，也是他的電影初作。本片的劇情設定在不久的將來，人類可以操控新生兒的基因，並藉由生物识别技术分辨一個人的基因是否優良。主角杰羅米（伊森·霍克飾演）是太空公司的優秀職員，即將實現上太空的夢想，但發生在公司的一場命案，使他的真實身分恐將暴露。其他演員包含乌玛·瑟曼、亞倫·阿金和裘德·洛等人。
尼可在1995年將本片的劇本賣給哥倫比亞影業，並在1996年4月至7月間拍攝，取景地點位在加利福尼亚州的洛杉磯和马林县。本片於1997年7月在多倫多國際電影節上首映，之後於1997年10月24日在美國院線上映。本片獲得影評人讚賞，但票房不如預期。隨著時過境遷，本片已被視為邪典電影。

## 劇情概要
在不久的將來，人類對基因已有充分的掌控，可以為自己的後代選擇優良基因，也可以生物识别技术快速查驗身分。人們因此分成「基因優化人」（Valid）和「自然人」（In-Valid）。任職於太空公司的基因優化人杰羅米表現優異，獲選前往太空，在土卫六停留一年，但他的真實身分其實是自然人文森特。文森特以杰羅米的體液、毛髮、皮屑等檢體騙過公司的定期檢查與門禁，每天都必須小心翼翼以免穿幫。任務指揮官有意延後宇宙任務，若錯過發射窗口可能全盤取消。在最後期限的一星期前，任務指揮官在辦公室內遭人謀殺，警方開始搜查兇手。
文森特先天具有心臟等方面的缺陷，預期壽命只有約三十歲。他的弟弟安頓則是基因優化人，具有精心挑選的優秀基因。兩人小時候常常進行一種懦夫遊戲，比賽往外海游，先掉頭回岸邊的人就是輸家。文森特總是輸掉，但有一次他贏得遊戲之餘還救回了溺水的弟弟，由此明白後天的努力也能超越先天的不足。
文森特的夢想是遠離地球並登上太空，他奮發向上，但社會只會栽培具優秀基因的人。文森特在太空公司擔任清潔工，在他人牽線下，文森特結識了半身不遂的基因優化人杰羅米，出錢借用杰羅米的身分並自我改造，成功進入公司任職。杰羅米是游泳健將，但最佳成績只能是亞軍，半身不遂更讓他徹底消極。太空公司中另有美麗的艾琳娜，她因為心臟的缺陷而不能執行太空任務。文森特不在意她的缺陷並與她約會，兩人發展出戀情。
在謀殺案調查期間，警方在遺體附近窗台上採得文森特落下的睫毛，當成是低層清潔工文森特混入精英辦公室的證據，並據此認定文森特為兇手。文森特並非兇手，但為了避免身分被揭穿，不得不拚命想辦法閃躲檢查或作弊，並在情勢所迫下向艾琳娜自揭身分。兩名負責調查的警探鍥而不捨，最後真兇終於尋獲，是因太空任務延後引起殺機。其中一名警探向文森特表明自己就是安頓，要求文森特回到原有的身份，但文森特不答應。為了得出結果，兄弟倆再度進行兒時的游泳比賽，文森特再度勝出，並告訴弟弟自己能贏是因為自己從未因要回頭而有所保留。另一方面，看著文森特為了實現夢想努力奔走，杰羅米的心態也有了改變。他向文森特坦承，令自己半身不遂的「意外」其實是無法自我突破而自暴自棄下的自殺未遂。
太空任務最終如期舉行。但假如「杰羅米」已上了太空，地球上就不該有真正的杰羅米繼續活動的痕跡。杰羅米稱自己會去旅行，留下大量的檢體給文森特使用，並感謝文森特：「我只是借你我的身分，你卻借我你的夢想」。文森特離去後，杰羅米戴上自己過去的亞軍獎牌，心滿意足地在焚燒室迎接自己的死亡「旅行」。文森特出發前遇到臨時新增的尿檢，他來不及準備也不想再偽裝，即使不能上太空，地球上也有值得留戀的事物。但醫生拉默從以前就知道文森特偽裝的事情，認可其一路以來的努力而幫他過關。最終，文森特達成了自己離開地球的夢想。

## 角色
- 伊森·霍克飾演文森特（Vincent）
  - 梅森·甘布飾演年幼時期的文森特
  - 查德·克萊斯特（Chad Christ）飾演青少年時期的文森特
- 乌玛·瑟曼飾演艾妮（Irene）
- 裘德·洛飾演杰羅米·麥絡（Jerome Morrow）
- 羅倫·狄恩（英语：Loren Dean）飾演安頓（Anton）：文森特的弟弟。
  - 文森特·尼爾森（Vincent Nielson）飾演年幼時期的安頓
  - 威廉·李·史考特飾演青少年時期的安頓
- 戈尔·维达尔飾演喬瑟夫主任（Director Josef）：文森特的上司，很看重他。
- 山德·貝克利飾演拉默醫生（Dr. Lamar）
- 珍·布魯克（英语：Jayne Brook）飾演瑪瑞（Marie）：文森特的生母。
- 艾利亞斯·寇提亞斯（英语：Elias Koteas）飾演安東尼（Antonio）：文森特的生父。
- 喧尼斯·鮑寧飾演凱薩（Caesar）：年老的清潔工。
- 托尼·舍卢卜飾演傑曼（German）：將杰羅米介紹給文森特的人。
- 亞倫·阿金飾演雨果警探（Detective Hugo）：負責調查命案。

## 製作過程

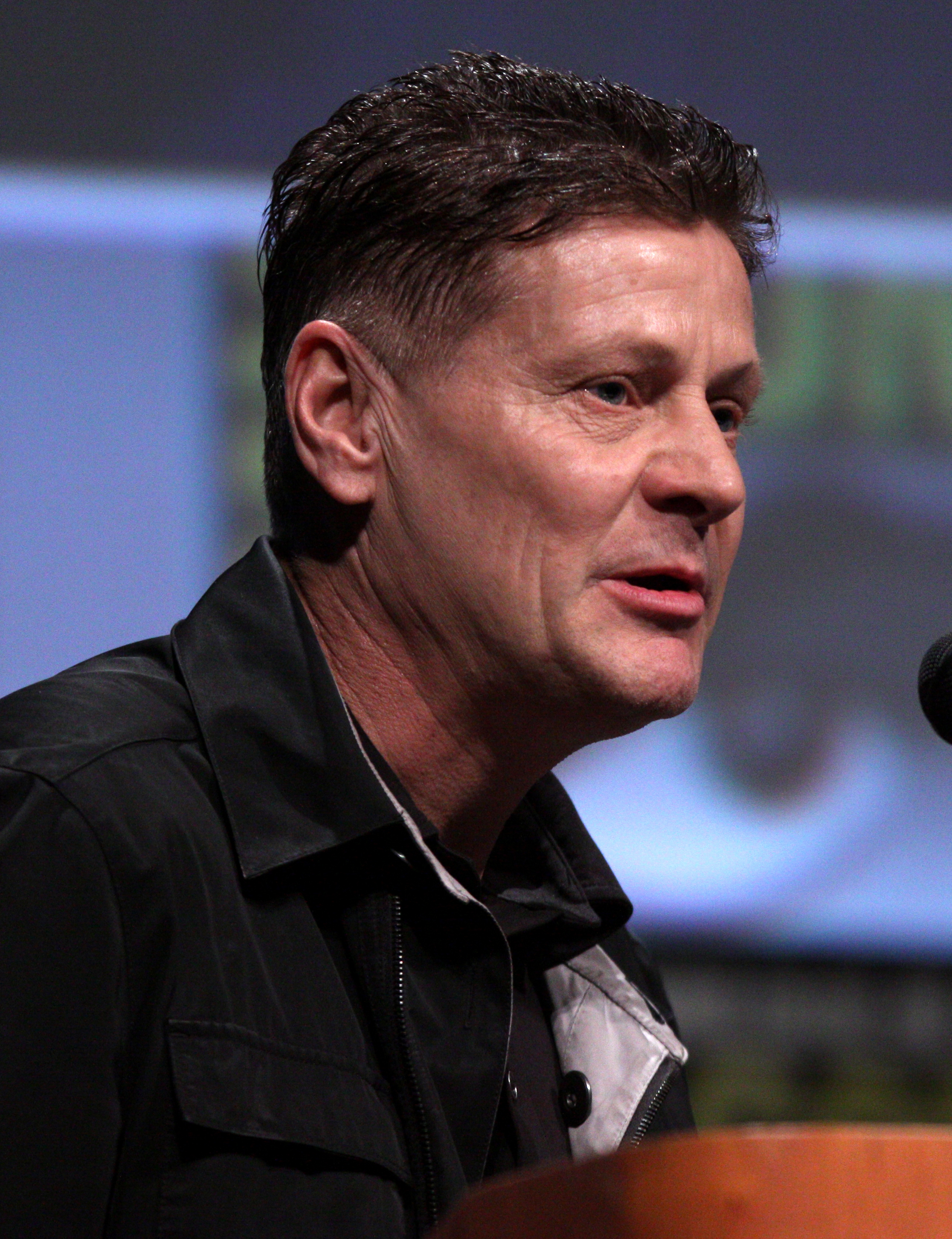
《千鈞一髮》的編導安德魯·尼可，攝於2012年

本片的編導安德魯·尼可原本是一名創意總監和廣告導演，在1990年代開始編寫電影劇本。1993年10月，尼可的待售劇本《楚門的世界》被片商買下，代表著他初次獲得參與電影製作的機會。尼可原本有意親自導演《楚門的世界》，但因為沒有執導長片的經驗而被製片方拒絕。1995年7月17日，《好萊塢報導》指出，尼可正在向多家片商兜售另一部無標題的科幻片劇本（即本片的劇本），並開出必須由他擔任導演的條件。幾家片商對劇本感到興味十足，但是拍攝該片需要頗高的預算，使片商尚在猶豫當中。隔了兩天，《好萊塢報導》證實哥倫比亞影業買到了該劇本，協約中確保尼可將擔任導演，且該片將獲得2500萬美元的資金。新線影業與製片人阿諾·考珀森（華納兄弟麾下）也對該專案備感興趣。該片將是尼可的導演處女作。
電影由丹尼·德维托的製片公司Jersey Films製作。1995年11月，尼可正在改寫劇本，勘景作業已經開始，電影預計於隔年春天開拍。1995年12月，報導稱伊森·霍克與乌玛·瑟曼即將簽下出演本片的合約。1996年2月，本片的片名定為「Eighth Day」，霍克、瑟曼與裘德·洛確定擔任主演，定於該年4月開拍。1996年12月，《票房雜誌》將本片的片名標記為「Cattaca」，隔年1月的《好萊塢報導》則寫作「Gattaca」。「Gattaca」是由DNA中四個含氮鹼基（A-腺嘌呤、C-胞嘧啶、G-鳥嘌呤、T-胸腺嘧啶）的首字母所組成，在本片的開頭與結尾名單，這四個字母被特別凸顯出來。「Gattaca」也是電影中的太空公司之名稱。電影起初定於1997年夏天上映，但在該年年初時延期至秋天。
本片的主體拍攝於1996年4月22日開始，地點為加利福尼亚州的洛杉磯和马林县。主體拍攝最終在7月23日那週結束。片中的太空公司取景於馬林郡市政中心，劇組在1996年5月至該處拍攝一個星期。文森特與弟弟比賽游遠的橋段在里歐·卡里略海灘拍攝。比賽游遠是尼可成長過程中最愛的消遣，不過他是和自己比賽。兄弟倆在片尾最後一次比賽游遠的片段需要近距離處理，無法在外拍攝，但劇組沒錢使用造浪機或造浪池。劇組聽人建議，嘗試在奧運標準游泳池中放入叉车，但並無效果，最後是劇組人員趴在浮板上打水造浪。
本片的配樂由迈克尔·尼曼譜寫，這是他第一次操刀好萊塢電影的配樂。電影原聲帶於1997年10月21日發行。

## 上映
本片於1997年9月7日在第22屆多倫多國際電影節上首映，之後於1997年10月24日在美國院線上映，發行商為索尼影視娛樂。美國電影協會將本片分為PG-13級，原因是本片包含短暫暴力場景、髒話和一些性相關內容。

## 迴響

### 評價
《千鈞一髮》獲得多數影評人的好評。根据評論匯總网站爛番茄汇总的67篇评论文章，82%的评论家给予该作正面评价，平均打分为7.10分（满分10分）。该网站总结的评论家共识是“《千鈞一髮》既有智慧又在科學方面引人發想，是一部吸引人的科幻劇情片，對科學的本質提出重要且耐人尋味的道德問題。”在Metacritic網站上，本片得到「正面評論為主」的綜合評分，獲得了64/100分（20位影評人）。據美國CinemaScore所進行的調查，觀眾的平均評價於A+至F間落於「B-」。
西恩·史東編導的2008年短片《Singularity》以本片為主要的靈感來源之一。
2011年，有報導稱，NASA的科學家將《千鈞一髮》選為最接近現實的科幻片。

### 票房
在美國，《千鈞一髮》首週末於1279家電影院上映，同週上映的電影有《看得到的童話》和《標心者》，《荷里活報道》分析稱這三部電影都不算熱門。本片大可以在兩千家以上的電影院上映，不過索尼相關部門認為《千鈞一髮》並非剝削電影，比較適合先集中在大城市上映，在市場上站穩腳步後再考慮擴張。本片在首映週末收穫432萬美元，排名第五，表現不盡理想。次週末的票房為258萬美元，排名降至第九。截止至下檔為止，本片的美國總票房為12,532,777美元。
截止至1997年12月18日，本片在其他地區的票房為950,887美元。1998年2月，《綜藝雜誌》指出本片的全球票房為1350萬美元，而預算為3600萬美元，產生虧損。

### 獎項
| 獎名/影展名                  | 頒獎日期             | 獎項                               | 入圍者                                                                 | 結果   | 來源          |
| ---------------------------- | -------------------- | ---------------------------------- | ---------------------------------------------------------------------- | ------ | ------------- |
| 錫切斯電影節                 | 1997年10月           | 最佳影片                           | 《千鈞一髮》                                                           | 獲獎   | [ 43 ]        |
| 錫切斯電影節                 | 1997年10月           | 最佳原創配樂                       | 迈克尔·尼曼                                                            | 獲獎   | [ 43 ]        |
| 金球獎                       | 1998年1月18日        | 最佳原创配乐                       | 迈克尔·尼曼                                                            | 提名   | [ 44 ]        |
| 熱拉爾梅奇幻影展             | 1998年1月28日-2月1日 | 評審團獎                           | 《千鈞一髮》                                                           | 獲獎   | [ 45 ]        |
| 卫星奖                       | 1998年2月22日        | 最佳美術指導與製作設計             | 揚·羅夫斯                                                              | 提名   | [ 46 ]        |
| 布魯塞爾國際奇幻影展         | 1998年3月            | 金鴉獎                             | 《千鈞一髮》                                                           | 提名   | [ 48 ]        |
| 奥斯卡金像奖                 | 1998年3月23日        | 最佳艺术指导                       | 揚·羅夫斯、南西·奈（Nancy Nye）                                        | 提名   | [ 49 ]        |
| 雨果奖                       | 1998年8月            | 最佳戲劇表現                       | 《千鈞一髮》                                                           | 提名   | [ 50 ]        |
| 土星獎                       | 1998年6月10日        | 最佳服裝設計                       | 柯琳·艾特伍                                                            | 提名   | [ 51 ]        |
| 土星獎                       | 1998年6月10日        | 最佳配樂                           | 迈克尔·尼曼                                                            | 提名   | [ 51 ]        |
| 關鍵藝術獎（Key Art Awards） | 1998年6月            | 家用媒體海報（Video Posters）      | 《千鈞一髮》                                                           | 第三名 | [ 52 ] [ 53 ] |
| 關鍵藝術獎（Key Art Awards） | 1998年6月            | 促銷紙質廣告（Consumer Print ADs） | 《千鈞一髮》：「Designer Baby」                                        | 第二名 | [ 52 ] [ 53 ] |
| 關鍵藝術獎（Key Art Awards） | 1998年6月            | 促銷紙質廣告（Consumer Print ADs） | 《千鈞一髮》：「DNA Sample」                                           | 第一名 | [ 52 ] [ 53 ] |
| 關鍵藝術獎（Key Art Awards） | 1998年6月            | 劇情片電視預告（Drama TV Spots）   | 《千鈞一髮》：「Design」                                               | 第一名 | [ 52 ] [ 53 ] |
| 土星獎                       | 1999年6月9日         | 最佳家用媒體                       | 《千鈞一髮》                                                           | 提名   | [ 54 ]        |
| 藝術指導工會獎               | 不明（第2屆）        | 傑出作品設計獎                     | 揚·羅夫斯、莎拉·諾斯（Sarah Knowles）、娜塔莉·理查（Natalie Richards） | 提名   | [ 55 ]        |

## 家用媒體
1998年3月，報導稱本片的DVD將於5月5日發行。

## 改編計畫
2009年10月，據報導，索尼影视电视已取得《千鈞一髮》的改編權，計畫推出一部場景設定在未來的刑偵劇，一集片長一小時，編劇由吉爾·葛蘭（Gil Grant）擔任。2023年3月，報導稱本片的電視劇正在Showtime電視網旗下籌備當中，霍華·戈登與艾力克斯·甘薩擔任節目統籌，兩人與克雷格·博頓一同編劇，並和格倫·蓋勒（Glenn Gellar）與丹尼·德维托共同出任執行製作人。該劇的劇情將設定在電影劇情的一個世代之後。2023年6月，報導稱該電視劇企劃已被取消，但有可能轉移至其他公司發展。

## 備註
1. ↑  原文：
2. ↑  翻譯取自[7]。原文：
3. ↑  根據刪減片段的標示，傑洛米的父母孕育出傑洛米之弟的基因中心就稱做「Eighth Day Center」。
4. ↑  原文：

## 外部連結
- 官方网站
- 互联网电影数据库（IMDb）上《Gattaca》的资料（英文）
- AllMovie上《Gattaca》的资料（英文）
- Box Office Mojo上《Gattaca》的資料（英文）
- 爛番茄上《Gattaca》的資料（英文）
- Metacritic上《Gattaca》的資料（英文）